# Jean Notelteirs
Jean François Notelteirs (Lier, 12 november 1813 - aldaar, 15 februari 1897) was een Belgisch politicus voor de Katholieke Partij.

## Levensloop
Notelteirs was een zoon van notaris François Notelteirs en van Marie-Thérèse Van Camp. Hij trouwde met Marie-Régine Claes. De familie verwierf heel wat eigendommen en behoorde tot de elite van Lier. Hij promoveerde tot doctor in de rechten (1835) aan de Katholieke Universiteit Leuven en volgde zijn vader op als notaris.
Hij was gemeenteraadslid van 1848 tot 1860 en provincieraadslid van 1850 tot 1857. Hij was lid van het Bureel van Burgerlijke Godshuizen vanaf 1848 en was er van 1876 tot 1894 voorzitter van. Hij was ook bestuurder van het burgerlijk hospitaal in Lier (1876-1884). Van 1848 tot 1872 hadden de liberalen de meerderheid in de Lierse gemeenteraad. In 1860 werd ook Notelteirs niet meer herkozen. Vanaf 1872 verwierven de katholieken de meerderheid, maar Notelteirs zetelde niet meer zelf, maar trad op als mentor.
In 1857 werd hij katholiek volksvertegenwoordiger voor het arrondissement Mechelen en vervulde dit mandaat tot in 1894, hetzij gedurende 37 jaar.
Hij was stichter-voorzitter van de katholieke kiesvereniging van Lier en van het plaatselijke Sint-Vincentius-a-Paulogenootschap. Hij was ook voorzitter van de kerkfabriek van de Sint-Gummaruskerk.